# La rumbera
La rumbera è un film del 1998 diretto da Piero Vivarelli e liberamente ispirato al romanzo Canzone di Rachel, di Miguel Barnet.

## Costi e distribuzione
Il film si rivelò un clamoroso flop al botteghino: a fronte di un finanziamento statale di circa 1 milione e 290 mila €, incassò appena 8.440€.